# Канин Нос

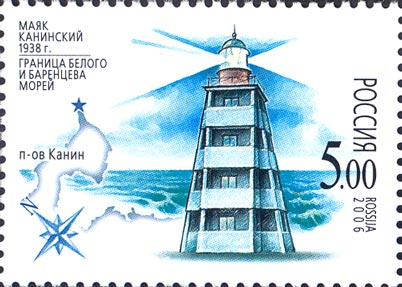
Канинский маяк на почтовой марке

Ка́нин Нос — мыс на северо-западной оконечности полуострова Канин, в Ненецком автономном округе Архангельской области (север Европейской части России). Берега крутые, обрывистые высотой 15-20 м. Омывается с юго-запада Белым морем, с северо-востока — Баренцевым морем. Мыс представляет собой невысокий и узкий выступ суши, который омывается водами Белого и Баренцева морей и непосредственно перед ним проходит водораздел между морями.
Северная часть полуострова практически безлесная, открытая ветрам каменистая пустыня, похожая на высокогорье. На мысе сохранилась неповторимая северная природа, не затронутая современной цивилизацией. Растительность типичная тундровая, местами заболоченная. Преобладает оленеводство, охота и рыболовство.

## Присутствие человека
На мысе расположена гидрометеорологическая станция ТДС МГ-2 Канин Нос, открытая в 1915 году по программе 2 разряда. Она была одной из первых станций на Русском Севере, которую организовала Гидрометслужба Северного Ледовитого океана и Белого моря Главной Физической обсерватории.
На мысе также расположен Канинский маяк, построенный в 1915 году. Канинский маяк не только навигационный знак, это памятник всем путешественникам, морякам и воинам, в разное время открывавшим и осваивавшим Русский север. Они осваивали новые территории, пробивали Северный морской путь, защищали свои земли и океан для будущих поколений. В годы Великой Отечественной войны станция предоставляла информацию, которая сыграла важную роль, координируя действия Военно-Морского Флота и авиации.
В 2018 году на мыс Канин Нос по территории Архангельской области и Ненецкого автономного округа отправилась самоходная экспедиция «На мерцающий свет маяка» на снегоходах. Её маршрут проходил несколько населённых пунктов и географических точек: Кимжа — Мезень — Несь — Чижа — Шойна — маяк Канин нос — Шойна — Чижа — Несь — Мезень, общая протяженность маршрута — около 770 км по тундре. В честь покорителей Севера и подвигов людей из разных эпох, совершавших героические поступки, на Канинском маяке экспедиция предполагала установить памятную табличку, которую пришлось оставить на маяке, так как не было получено разрешение на её установку.

## Климат
Климат субарктический. Снежные шапки лежат на вершинах Канин камня даже в летние месяцы.
Среднегодовая температура −0,5° C, самый холодный месяц — февраль, самые тёплые — июль и август.
- Среднегодовая температура воздуха — −0,5 °C
- Средняя скорость ветра — 7,4 м/с
- Относительная влажность воздуха — 87 %

| Показатель                    | Янв.  | Фев.  | Март  | Апр.  | Май   | Июнь | Июль | Авг. | Сен. | Окт.  | Нояб. | Дек. | Год   |
| ----------------------------- | ----- | ----- | ----- | ----- | ----- | ---- | ---- | ---- | ---- | ----- | ----- | ---- | ----- |
| Абсолютный максимум, °C       | 4     | 2,9   | 2,4   | 9     | 19,7  | 26,3 | 30,5 | 28,1 | 20,4 | 12,2  | 10,5  | 8,2  | 30,5  |
| Средний суточный максимум, °C | −5,9  | −6,8  | −4,8  | −2,3  | 1,7   | 7,9  | 12,2 | 10,8 | 7,9  | 3,7   | −0,4  | −3,2 | 1,7   |
| Средняя температура, °C       | −8,3  | −9,2  | −7,1  | −4,5  | −0,4  | 4,8  | 9    | 8,5  | 6,2  | 2,3   | −2,1  | −5,3 | −0,5  |
| Средний суточный минимум, °C  | −10,9 | −11,8 | −9,4  | −6,6  | −2,1  | 2,6  | 6,7  | 6,7  | 4,6  | 0,6   | −4,1  | −7,7 | −2,6  |
| Абсолютный минимум, °C        | −31,7 | −33,1 | −29,6 | −30,6 | −16,7 | −6,5 | −1,9 | −0,7 | −3,1 | −13,4 | −22,4 | −30  | −33,1 |
| Норма осадков, мм             | 41    | 30    | 29    | 22    | 22    | 31   | 37   | 46   | 46   | 52    | 40    | 42   | 438   |
| Источник: Погода и климат     |       |       |       |       |       |      |      |      |      |       |       |      |       |

## Канин Нос в литературных произведениях
- М. М. Пришвин «Свидание у Канина носа»
- С. Я. Маршак «Про одного ученика и шесть единиц»
- М. Вильк «Волчий блокнот» (путевой дневник «Канин Нос»)

Учитель задал мне вопрос:
"Где расположен Канин Нос?"
А я не знал, который Канин
И показал на свой и Ванин.С. Маршак